# 多花野牡丹
多花野牡丹（学名：Melastoma affine），或稱基尖葉野牡丹，是野牡丹科野牡丹属的植物。分布在菲律宾、台湾岛、中南半岛、澳大利亚以及中国大陆的云南、贵州、广东等地，生长于海拔300米至1,830米的地区，多生长于山谷林下、疏林下、山坡、湿润以及干燥的地方。

## 别名
酒瓶果、催生药、野广石榴（云南），乌提子、瓮登木、山甜娘（广东），老鼠丁根（福建），基尖叶野牡丹（台湾）

## 外部連結
- 多花野牡丹 Duohuayemudan （页面存档备份，存于） 藥用植物圖像資料庫 (香港浸會大學中醫藥學院) （繁體中文）（英文）